# Metacomet-Monadnock-Wanderweg
Der Metacomet-Monadnock-Wanderweg (engl. Metacomet-Monadnock Trail, oft abgekürzt MM oder M-M) ist ein 183 km (114 Meilen) langer Fernwanderweg in den Bundesstaaten Massachusetts und New Hampshire in den USA. Der Wanderweg verläuft in Nord-Süd-Richtung und durchquert mehrere State Parks.
Der Weg trägt seinen Namen nach seinen Endpunkten. An der Grenze der Bundesstaaten Massachusetts und Connecticut führt der Weg zum Beginn des Metacomet-Wanderwegs (Metacomet Trail), der durch Connecticut verläuft. Metacomet war ein berühmter Sachem im 17. Jahrhundert, der den King Philip’s War gegen die Kolonisten anführte. Nach ihm wurde auch die geologische Formation der Metacomet Ridge benannt, auf der ein Teil des Wanderweges verläuft. Im Norden reicht der Wanderweg zum Mount Monadnock, einem Inselberg. Das Wort Monadnock stammt aus der Abenakisprache und ist der Name für diesen „Allein stehenden Berg“ im Süden von New Hampshire. Im englischen Sprachgebrauch wurde Monadnock auch zum Synonym von Inselberg.
Der Metacomet-Monadnock-Wanderweg wird vom Appalachian Mountain Club gepflegt. Etwa die Hälfte des Wanderwegs verläuft über privaten Boden.